# Penapalatset
Penapalatset (portugisiska: Palácio Nacional de Pena, mer känt som Palácio da Pena och på svenska ibland som Pena-palatset) är ett tidigare kungligt palats i Portugal. Det är beläget i de skogklädda Sintrabergen ovan staden Sintra, på 450 meters höjd, väster om Lissabon i Portugal. Palatset restes åren kring 1850 i romanticistisk stil och är sedan 1995 ett världsarv.

## Historia
Palatset anlades i mitten av 1800-talet, på platsen för ett mindre kloster. Detta anlades på 1500-talet, efter att Jungfru Maria ryktats ha visat sig på platsen. Klostret, som fick namnet efter en av Jungfru Marias portugisiska tillnamn (Nossa Senhora da Pena) hade då eldhärjats och slutligen förvandlats till ruiner i samband med jordbävningen i Lissabon 1755.
Penapalatset restes åren kring 1850, efter initiativ av Ferdinand II av Portugal. Arkitekt var Wilhelm Ludwig von Eschwege, och till den färggranna utformningen med kupoler, tinnar i rosa, gult och brunt bidrog även kungen själv. Det 1854 färdigställda palatset fungerade därefter som kungligt sommarresidens.
Penapalatset, som är en av Portugals mest frekventerade besöksmål, räknas sedan 1910 (samma år som den portugisiska monarkin upplöstes) som ett portugisiskt nationalmonument. Palatset och de historiska omgivningarna i Sintra är världsarv sedan 1995. Penapalatset används ofta i samband med utländska statschefers besök i Portugal.

## Bildgalleri

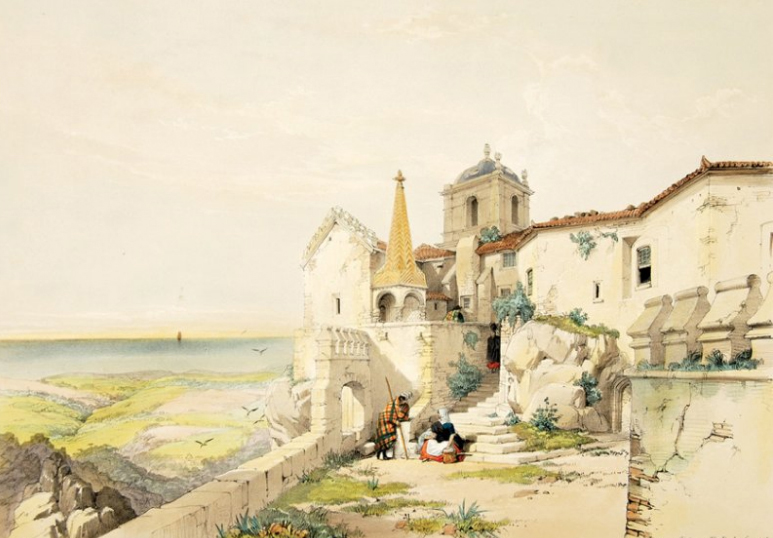
Penaklostret, 1839
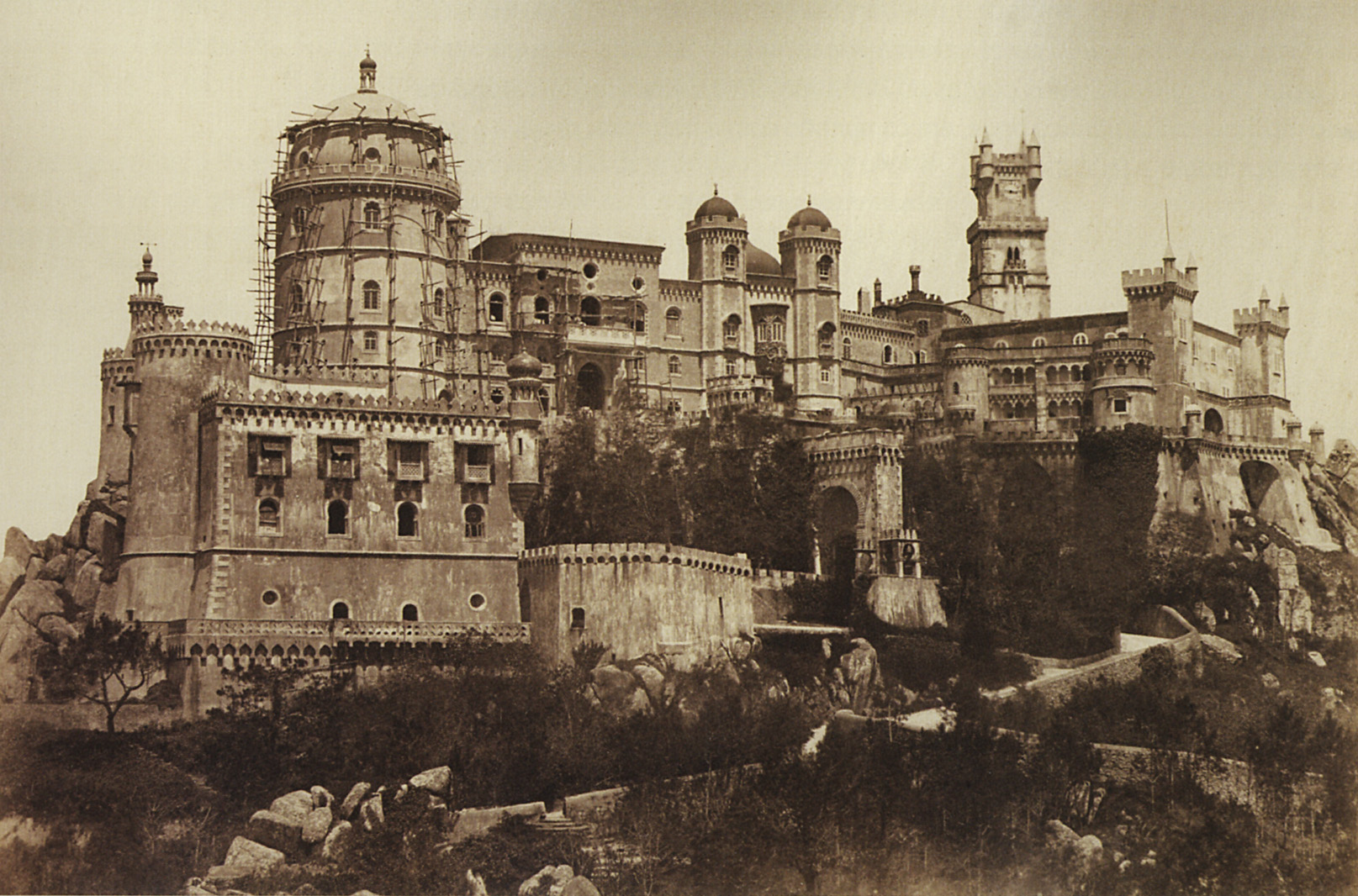
Palatset under uppbyggnad, cirka 1850.
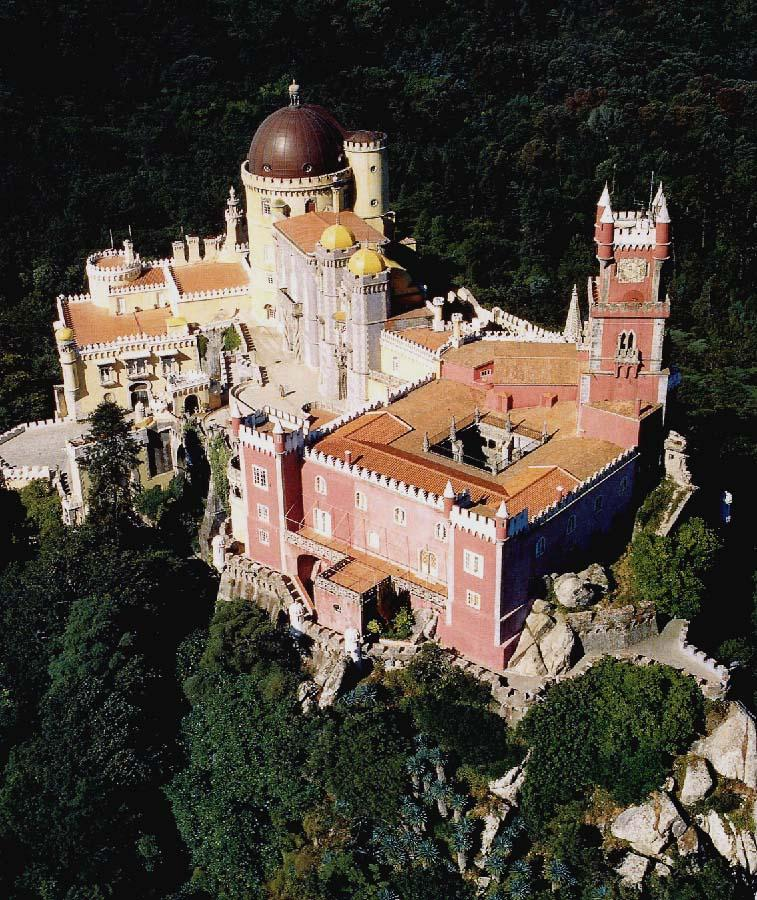
Palatset från ovan.
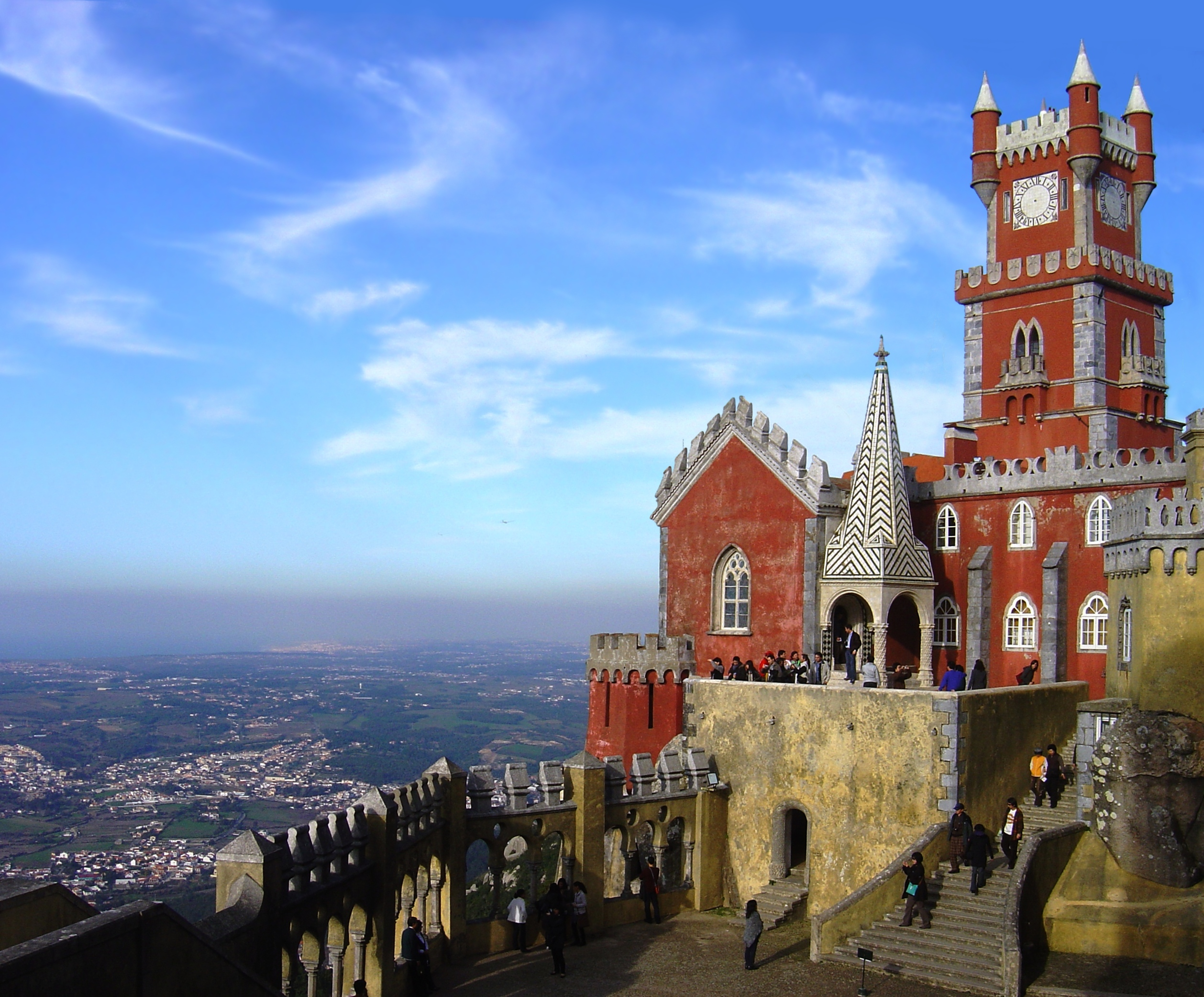
Klocktornet samt vy ut över slätten.